# Symphyllocarpus exilis
 Symphyllocarpus exilis  Maxim., 1859 è una specie di piante angiosperme dicotiledoni della famiglia delle Asteraceae, sottofamiglia Asteroideae, tribù Athroismeae e sottotribù Symphyllocarpinae.  Symphyllocarpus exilis è anche l'unica specie del genere  Symphyllocarpus  Maxim., 1859.

## Etimologia
Il nome scientifico della specie è stato definito dal botanico Carl Johann Maximowicz (1827-1891) nella pubblicazione " Primitiae Florae Amurensis" ( Prim. Fl. Amur. 151. t. 8. f. 1 ) del 1859. Il nome scientifico del genere è stato definito nella stessa pubblicazione.

## Descrizione
Portamento. La specie di questa voce ha un habitus erbaceo (a volte con portamento prostrato) e con un ciclo biologico annuale o perenne..
Fusto. La parte aerea in genere è eretta o prostrata, semplice o ramosa. 
Foglie. Le foglie lungo il caule sono disposte in modo alterno. Sono sessili con lamine a forma lineare o obovata; sono variamente dentate con 1-3 denti (raramente i bordi sono interi). La superficie è glabra.
Infiorescenza. Le infiorescenze (sinflorescenze) sono formate da capolini in gruppi di 2-4 nelle biforcazioni dei rami. I capolini possono sono sessili e eterogami con forme globose da disciformi a minutamente radiate. Le infiorescenze vere e proprie sono formate da un capolino composto da un involucro distico, con forme globose o emisferiche, formato da diverse brattee, al cui interno un ricettacolo fa da base ai fiori di due tipi: raggio (non sempre presenti) e disco. Le brattee, piatte, con forme lanceolate, ovali, romboidali o obovati, membranose, con margini trasparenti, con fini dentelli e apice acuto, a consistenza erbacea con dimensioni più o meno uguali oppure graduate con differenti lunghezze (disposizione embricata) si trovano su più serie (da 1 a 2). Il ricettacolo (che fa da base ai fiori) è piatto con pagliette. Diametro dei capolini: 3-4,5 mm.
Fiori.  I fiori sono tetra-ciclici (formati cioè da 4 verticilli: calice – corolla – androceo – gineceo) e pentameri (calice e corolla formati da 5 elementi). Si distinguono in:
- fiori del raggio (esterni): in genere sono assenti;
- fiori del disco si distinguono in periferici e centrali; quelli periferici sono femminili, multiseriati e sono attinomorfi (minutamente radiati); quelli centrali sono molti (6-20) e sono ermafroditi.

- Formula fiorale:

*/x K {\displaystyle \infty }, [C (5), A (5)], G 2 (infero), achenio 
- Calice: i sepali del calice sono ridotti ad una coroncina di squame.

- Corolla: le corolle dei fiori periferici in genere sono di tipo ligulato-filiforme tridentate. Le corolle dei fiori del disco sono tetramere (a quattro lobi) a forma campanulata; la superficie è glabra percorsa da pochi peli ghiandolari tricomi. I colori delle corolle sono gialli.

- Androceo: l'androceo è formato da 4 stami sorretti da filamenti generalmente liberi; gli stami sono connati e formano un manicotto circondante lo stilo. Le antere sono ialine e codate (non sono calcarate); le appendici delle antere, se presenti sono a forma ovata. Il tessuto endoteciale (rivestimento interno dell'antera) è quasi sempre polarizzato (con due superfici distinte: una verso l'esterno e una verso l'interno). Il polline è sferico con un diametro medio di circa 25 micron;  è tricolporato (con tre aperture sia di tipo a fessura che tipo isodiametrica o poro) ed è echinato (con punte sporgenti).

- Gineceo: l'ovario è infero uniloculare formato da 2 carpelli. Lo stilo (il recettore del polline) è profondamente bifido (con due stigmi divergenti) e con le linee stigmatiche marginali separate. I due bracci dello stilo hanno una forma da lanceolata a deltoide e possono essere papillosi o ricoperti da ciuffi di peli.

Frutti. I frutti sono degli acheni senza pappo. L'achenio ha una forma sub-affusolata con superficie liscia.

## Biologia
Impollinazione: l'impollinazione avviene tramite insetti (impollinazione entomogama tramite farfalle diurne e notturne).

Riproduzione: la fecondazione avviene fondamentalmente tramite l'impollinazione dei fiori (vedi sopra).

Dispersione: i semi (gli acheni) cadendo a terra sono successivamente dispersi soprattutto da insetti tipo formiche (disseminazione mirmecoria). In questo tipo di piante avviene anche un altro tipo di dispersione: zoocoria. Infatti gli uncini delle brattee dell'involucro (se presenti) si agganciano ai peli degli animali di passaggio disperdendo così anche su lunghe distanze i semi della pianta. Inoltre per merito del pappo (se presente) il vento può trasportare i semi anche a distanza di alcuni chilometri (disseminazione anemocora).

## Distribuzione e habitat
La specie di questa voce è distribuita in Corea e Cina nord-orientale .

## Sistematica
La famiglia di appartenenza di questa voce (Asteraceae o Compositae, nomen conservandum) probabilmente originaria del Sud America, è la più numerosa del mondo vegetale, comprende oltre 23.000 specie distribuite su 1.535 generi, oppure 22.750 specie e 1.530 generi secondo altre fonti (una delle checklist più aggiornata elenca fino a 1.679 generi). La famiglia attualmente (2021) è divisa in 16 sottofamiglie; la sottofamiglia Asteroideae è una di queste e rappresenta l'evoluzione più recente di tutta la famiglia.

### Filogenesi
La specie di questa voce è descritta nella sottotribù Symphyllocarpinae (tribù Athroismeae). La tribù Athroismeae, una delle 21 tribù della sottofamiglia Asteroideae, fa parte del supergruppo (o sottofamiglia) "Asteroideae grade"; l'altro è il supergruppo "Non-Asteroideae".  In base alle ultime ricerche nella tribù sono stati individuate 5 sottotribù. La sottotribù Symphyllocarpinae si trova, da un punto di vista filogenetico, nel "core" della tribù insieme alla sottotribù Anisopappinae. La sottotribù è caratterizzata da foglie sessili, da capolini del tipo disciforme, dal ricettacolo privo di pagliette e dalle corolle interne tetramere.
Nell'ambito della sottotribù il genere di questa specie occupa il "core" ed è vicino al genere Centipeda: insieme formano un "gruppo fratello.